# Elisabet Miralta i Clusellas

Elisabet Miralta i Clusellas (Barcelona 1964) és l'actual directora artística del Festival de Circ Trapezi, juntament amb Jordi Aspa.
Va néixer el 1964 a la ciutat de Barcelona. A la dècada del 1980 viatjà fins a París, on estudià diferents tècniques circenses a la companyia Catch Palace. Després de participar en diversos projectes de circ a París retorna a Catalunya, on juntament amb Jordi Aspa funda l'any 1987 la companyia Escarlata Circus. Des d'aquesta companyia, i amb la col·laboració de les regidories de cultura de Reus i Vilanova i la Geltrú, van assumir la direcció artística del Festival de Circ Trapezi.
L'any 2007 ha estat guardonada, juntament amb Jordi Aspa, amb el Premi Nacional de Circ, concedit per la Generalitat de Catalunya, per la seva aportació a la dignificació i el desenvolupament del circ a Catalunya, tant en el vessat artístic com per la incidència en el públic.